# 1-й провулок Чернишевського (Мелітополь)
1-й провулок Чернишевського — провулок у місті Мелітополь. Починається від вулиці Чернишевського і йде на північний захід в бік проспекту Богдана Хмельницького.

## Назва
Провулок названий на честь Миколи Чернишевського (1828—1889) — російського філософа-утопіста, публіциста, письменника і революціонера.
Також в Мелітополі є вулиця Чернишевського, 2-й і 3-й провулки Чернишевського. Крім того, у 1939 році в офіційних постановах згадується форштадт Чернишевського (форштадтами в Мелітополі називалися аналоги провулків).

## Історія
Точний час виникнення провулка невідомий. Вперше про нього згадано 17 січня 1939.

## Об'єкти
- 4. Магазин будівельних матеріалів «Будмаркет»
- 11. Електрична компанія «Міськсвітло»